# KVO Aarschot
Dernière mise à jour : 4 novembre 2011.
Le Koninklijke Verbroedering Ourodenberg-Aarschot est un ancien club de football belge localisé à Aarschot. Le club est fondé en 1924, et disparaît en 2007. Porteur du matricule 441, il a évolué durant 38 saisons dans les séries nationales, dont 20 au troisième niveau. Il doit son dernier nom à une fusion intervenue en 1983 entre Aarschot Sport et Ourodenberg Sport, porteur du matricule 3587.

## Histoire
Le club est créé le 27 juillet 1924 sous le nom d'Aerschot Sport, et s'affilie à l'URBSFA le 5 décembre de la même année. Deux ans plus tard, lors de la parution de la première liste des numéros matricule, il reçoit le 441. Le club débute dans les séries régionales et provinciales, et rejoint la Promotion, alors troisième et dernier niveau national, en 1945. Pour sa première saison en nationales, il termine troisième dans sa série. Cela restera son meilleur classement absolu.
Jusqu'au début des années 1950, le club termine à chaque fois dans le milieu de classement, entre la cinquième et la douzième place. Le 11 avril 1951, il est reconnu « Société Royale », et adapte son appellation officielle le 13 juin en Koninklijke Vereniging Aarschot Sport. Un an plus tard, le club est relégué vers le quatrième niveau national, créé en 1952. Durant les deux premières saisons, le club termine au milieu de classement, mais connaît ensuite trois saisons de succès. Quatrième en 1955, vice-champion en 1956, il décroche le titre dans sa série en 1957, et retrouve la Division 3 cinq ans après l'avoir quittée.
Après une bonne saison conclue à la septième place, Aarschot Sport éprouve plus de difficultés les années suivantes, luttant à chaque fois pour son maintien. Il termine juste au-dessus des places de relégables durant trois ans, mais il ne peut éviter la descente en 1962, et est renvoyé en Promotion après cinq saisons. La saison suivante, le club subit une seconde relégation, et doit retourner vers les séries provinciales qu'il avait quittées 18 ans plus tôt.
Le club évolue durant plus de vingt ans dans les provinciales brabançonne. Le 1er juillet 1983, il fusionne avec un petit club voisin, le K Ourodenberg Sport, porteur du matricule 3587, pour former le Koninklijke Verbroedering Ourodenberg-Aarschot. Le club fusionné conserve le matricule 441 d'Aarschot Sport, celui d'Ourodenberg étant radié par l'URBSFA. La fusion apporte finalement le succès escompté en 1987, lorsque le club retrouve les séries nationales.
Le KVO Aarschot termine la saison de son retour à la huitième place, et remporte le titre la saison suivante. Les deux premières années disputées en troisième division sont bonnes pour le club, qui finit cinquième en 1990 et septième en 1991. Mais les résultats sont moins bons par la suite, et le club lutte de nouveau pour son maintien. Il est condamné à la relégation en 1995, conséquence de sa dernière place au classement. Le club s'installe dans le ventre-mou du classement en Promotion, et parvient à remporter une tranche lors de la saison 1996-1997. Un peu à la surprise générale, le club remporte le tour final et est promu en Division 3.
Le retour en troisième division est difficile pour le club. S'il parvient à se maintenir lors de sa première saison, la seconde lui est fatale. Il termine bon dernier avec seulement neuf points, et doit redescendre en Promotion. Le club ne rejouera plus jamais à ce niveau. Durant les saisons suivantes, Aarschot alterne le bon, avec des qualifications pour le tour final, et le moins bon, jouant les barrages pour son maintien. Au fil des années, des problèmes financiers viennent miner le club, et plusieurs joueurs n'étant plus payés s'en vont vers d'autres cieux. Finalement, en 2007, le club est déclaré en faillite. Relégué vers les séries provinciales en fin de saison, il cesse ses activités, et son matricule est rayé des listes de l'URBSFA.
Quelques mois plus tôt, en mars 2007, le président du club Johan Smets démissionne. Avec l'aide de supporters, il recrée un club de football à Aarschot baptisé Sporting Club Aarschot. Ce club reçoit le matricule 9504 lors de son affiliation à l'Union Belge, et évolue depuis dans les séries provinciales. Une synergie est mise en place au niveau des équipes de jeunes avec Oud-Heverlee Louvain, qui évoluent sous le nom d'OHL-Aarschot.

## Résultats dans les divisions nationales
Statistiques clôturées, club disparu

### Palmarès
- 2 fois champion de Promotion en 1957 et en 1989.

### Bilan
| Niv | Divisions     | Jouées | Titres | TM Up | TM Down |
| --- | ------------- | ------ | ------ | ----- | ------- |
| I   | 1re nationale | 0      | 0      |       |         |
| II  | 2e nationale  | 0      | 0      |       |         |
| III | 3e nationale  | 20     | 0      |       |         |
| IV  | 4e nationale  | 18     | 2      | 4     | 1       |
| V   | 5e nationale  | 0      | 0      |       |         |
|     |               |        |        |       |         |
|     | TOTAUX        | 38     | 2      | 4     | 1       |

- TM Up : test-match pour départager des égalités, ou toutes formes de Barrages ou de Tour final pour une montée éventuelle.
- TM Down : test-match pour départager des égalités, ou toutes formes de Barrages ou de Tour final pour le maintien.

### Classements saison par saison
| Ordre               | Saison  | Nom du club                                                                      | Niveau                                                                           | Classement final                                                                 | Remarques                                                                        |
| ------------------- | ------- | -------------------------------------------------------------------------------- | -------------------------------------------------------------------------------- | -------------------------------------------------------------------------------- | -------------------------------------------------------------------------------- |
| 1                   | 1945-46 | Aerschot Sport                                                                   | Promotion (D3) série B                                                           | 3e/16                                                                            |                                                                                  |
| 2                   | 1946-47 | Aerschot Sport                                                                   | Promotion (D3) série A                                                           | 12e/16                                                                           |                                                                                  |
| 3                   | 1947-48 | Aerschot Sport                                                                   | Promotion (D3) série D                                                           | 5e/16                                                                            |                                                                                  |
| 4                   | 1948-49 | Aerschot Sport                                                                   | Promotion (D3) série C                                                           | 8e/16                                                                            |                                                                                  |
| 5                   | 1949-50 | Aerschot Sport                                                                   | Promotion (D3) série D                                                           | 7e/16                                                                            |                                                                                  |
| 6                   | 1950-51 | Aerschot Sport                                                                   | Promotion (D3) série C                                                           | 10e/16                                                                           |                                                                                  |
| 7                   | 1951-52 | KV Aarschot Sport                                                                | Promotion (D3) série C                                                           | 12e/16                                                                           | Relégué                                                                          |
| 8                   | 1952-53 | KV Aarschot Sport                                                                | Promotion série C                                                                | 7e/16                                                                            |                                                                                  |
| 9                   | 1953-54 | KV Aarschot Sport                                                                | Promotion série B                                                                | 9e/16                                                                            |                                                                                  |
| 10                  | 1954-55 | KV Aarschot Sport                                                                | Promotion série A                                                                | 4e/16                                                                            |                                                                                  |
| 11                  | 1955-56 | KV Aarschot Sport                                                                | Promotion série D                                                                | 2e/16                                                                            | [ saisons 2 ]                                                                    |
| 12                  | 1956-57 | KV Aarschot Sport                                                                | Promotion série C                                                                | 1er/16                                                                           | Champion et promu                                                                |
| 13                  | 1957-58 | KV Aarschot Sport                                                                | Division 3 série B                                                               | 7e/16                                                                            |                                                                                  |
| 14                  | 1958-59 | KV Aarschot Sport                                                                | Division 3 série A                                                               | 14e/16                                                                           |                                                                                  |
| 15                  | 1959-60 | KV Aarschot Sport                                                                | Division 3 série B                                                               | 13e/16                                                                           |                                                                                  |
| 16                  | 1960-61 | KV Aarschot Sport                                                                | Division 3 série B                                                               | 14e/16                                                                           |                                                                                  |
| 17                  | 1961-62 | KV Aarschot Sport                                                                | Division 3 série B                                                               | 16e/16                                                                           | Relégué                                                                          |
| 18                  | 1962-63 | KV Aarschot Sport                                                                | Promotion série A                                                                | 14e/16                                                                           | Relégué                                                                          |
| séries provinciales |         |                                                                                  |                                                                                  |                                                                                  |                                                                                  |
| 19                  | 1987-88 | KVO Aarschot                                                                     | Promotion série C                                                                | 8e/16                                                                            |                                                                                  |
| 20                  | 1988-89 | KVO Aarschot                                                                     | Promotion série B                                                                | 1er/16                                                                           | Champion et promu                                                                |
| 21                  | 1989-90 | KV Aarschot Sport                                                                | Division 3 série B                                                               | 5e/16                                                                            |                                                                                  |
| 22                  | 1990-91 | KV Aarschot Sport                                                                | Division 3 série B                                                               | 7e/16                                                                            |                                                                                  |
| 23                  | 1991-92 | KV Aarschot Sport                                                                | Division 3 série B                                                               | 13e/16                                                                           |                                                                                  |
| 24                  | 1992-93 | KV Aarschot Sport                                                                | Division 3 série B                                                               | 14e/16                                                                           |                                                                                  |
| 25                  | 1993-94 | KV Aarschot Sport                                                                | Division 3 série B                                                               | 10e/16                                                                           |                                                                                  |
| 26                  | 1994-95 | KV Aarschot Sport                                                                | Division 3 série B                                                               | 16e/16                                                                           | Relégué                                                                          |
| 27                  | 1995-96 | KVO Aarschot                                                                     | Promotion série B                                                                | 10e/16                                                                           |                                                                                  |
| 28                  | 1996-97 | KVO Aarschot                                                                     | Promotion série B                                                                | 8e/16                                                                            | Promu via le tour final                                                          |
| 29                  | 1997-98 | KV Aarschot Sport                                                                | Division 3 série B                                                               | 12e/16                                                                           |                                                                                  |
| 30                  | 1998-99 | KV Aarschot Sport                                                                | Division 3 série B                                                               | 16e/16                                                                           | Relégué                                                                          |
| 31                  | 1999-00 | KVO Aarschot                                                                     | Promotion série B                                                                | 12e/16                                                                           |                                                                                  |
| 32                  | 2000-01 | KVO Aarschot                                                                     | Promotion série C                                                                | 4e/16                                                                            | Tour final                                                                       |
| 33                  | 2001-02 | KVO Aarschot                                                                     | Promotion série C                                                                | 5e/16                                                                            | Tour final                                                                       |
| 34                  | 2002-03 | KVO Aarschot                                                                     | Promotion série C                                                                | 13e/16                                                                           | Barrages                                                                         |
| 35                  | 2003-04 | KVO Aarschot                                                                     | Promotion série C                                                                | 4e/16                                                                            | Tour final                                                                       |
| 36                  | 2004-05 | KVO Aarschot                                                                     | Promotion série C                                                                | 10e/16                                                                           |                                                                                  |
| 37                  | 2005-06 | KVO Aarschot                                                                     | Promotion série C                                                                | 11e/16                                                                           |                                                                                  |
| 38                  | 2006-07 | KVO Aarschot                                                                     | Promotion série C                                                                | 16e/16                                                                           | Relégué                                                                          |
| X                   | 2007    | Le club est déclaré en faillite en mars et cesse ses activités en fin de saison. | Le club est déclaré en faillite en mars et cesse ses activités en fin de saison. | Le club est déclaré en faillite en mars et cesse ses activités en fin de saison. | Le club est déclaré en faillite en mars et cesse ses activités en fin de saison. |

## Personnalités du club

### Anciens joueurs connus
- Pascal Beeken, ancien joueur de plusieurs clubs de Division 1, dont le RFC Liège et Seraing, joue 1 saison à Aarschot en 2003-2004.
- Samuel Greven, joue en première division avec Malines et le Brussels, commence sa carrière à Aarschot, où il joue de 1990 à 1994.